# Łukasz Gimiński
Łukasz Gimiński (ur. 5 lutego 1986 w Krakowie) – polski pływak.

## Życiorys
Specjalista stylu dowolnego.
Uczestnik mistrzostw świata (basen 50 m) w:
- roku 2007 na których wystartował na 200 metrów stylem dowolnym zajmując 43. miejsce i w sztafecie 4 x 200 m w której Polacy zajęli 7. miejsce

Dwukrotny uczestnik mistrzostw Europy (basen 50 m) w:
- 2006 roku na których wystartował w wyścigu na: 400 metrów stylem dowolnym (25. miejsce),  200 m stylem dowolnym (25. miejsce) oraz w sztafecie 4 x 200 m stylem dowolnym (6. miejsce)
- 2008 roku na których wystartował w wyścigu na: 200 m stylem dowolnym (35. miejsce) oraz w sztafecie 4 x 200 m stylem dowolnym (5. miejsce)

Medalista mistrzostw Polski (basen 50 m):
- złoty
  - w sztafecie 4 x 200 m stylem dowolnym w latach 2006[1]-2009[2]
- srebrny
  - na 200 m stylem dowolnym w roku 2009[2]
  - na 400 m stylem dowolnym w roku 2009[2]
- brązowy
  - na 200 m stylem dowolnym w roku 2006
  - na 400 m stylem dowolnym w roku 2008

Na igrzyska olimpijskich w roku 2008 był rezerwowym w sztafecie 4 x 200 m stylem dowolnym.